# New Mexico, New South Wales
New Mexico är en ort i Australien. Den ligger i kommunen Tamworth Municipality och delstaten New South Wales, i den sydöstra delen av landet, omkring 350 kilometer norr om delstatshuvudstaden Sydney. Orten hade 59 invånare år 2021.
Närmaste större samhälle är Manilla, nära New Mexico.